# Humanitarisme

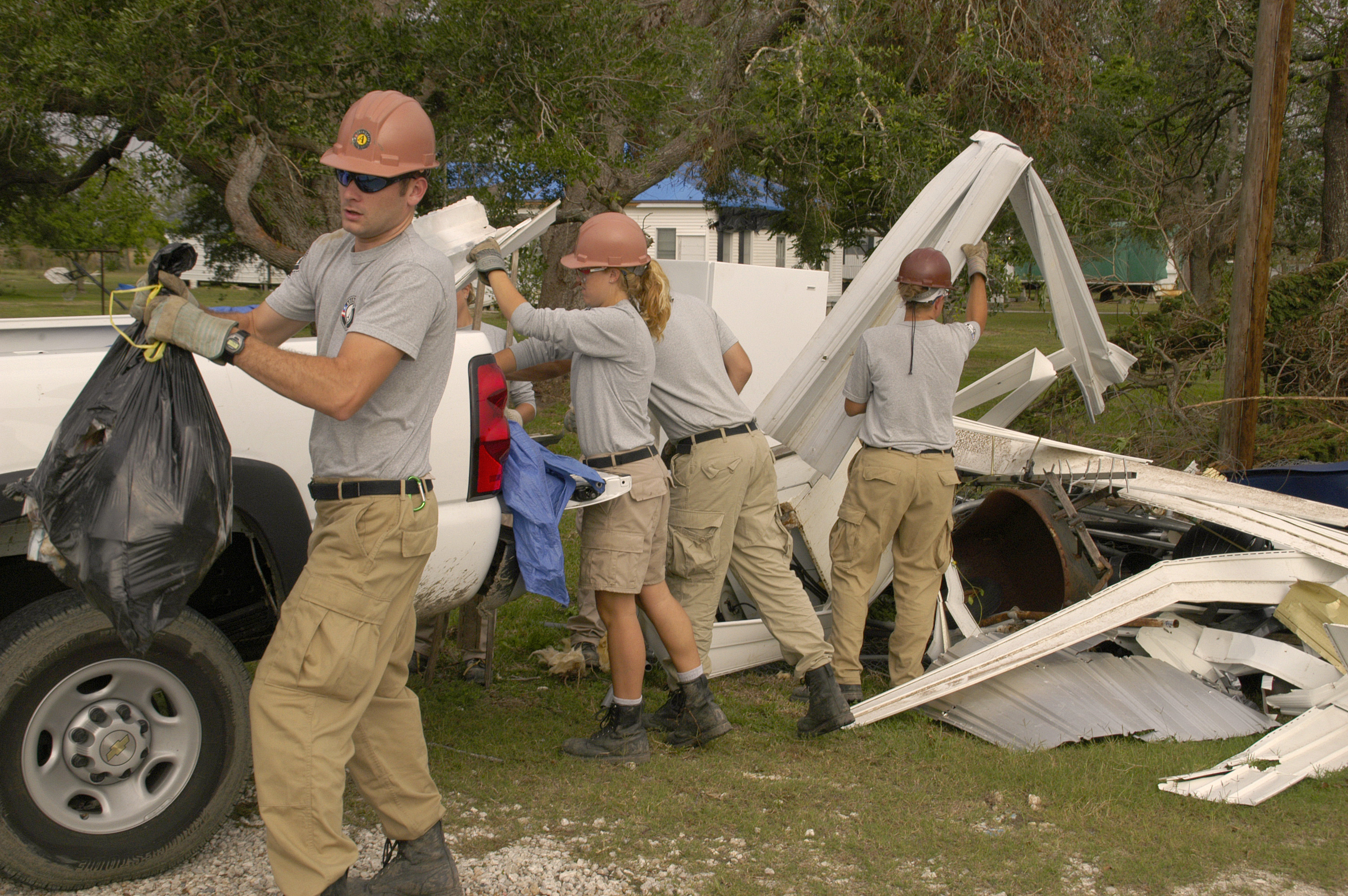
Volontaires d'AmeriCorps en Louisiane.

L'humanitarisme est une croyance active en la valeur de la vie humaine, par laquelle les humains pratiquent un traitement bienveillant et fournissent une assistance à d'autres humains pour réduire la souffrance et améliorer les conditions de l'humanité pour des raisons morales, altruistes et émotionnelles. Un de ses aspects concerne l'aide d'urgence volontaire qui recoupe la défense des droits de l'homme, les mesures prises par les gouvernements, l'aide au développement et la philanthropie nationale. Parmi les questions cruciales, on trouve la corrélation avec les croyances religieuses, la motivation de l'aide entre altruisme et contrôle social, l'affinité avec le marché, l'impérialisme et le néo-colonialisme, les relations entre les sexes et les classes sociales, et les agences humanitaires.

## Une idéologie informelle
L'humanitarisme est une idéologie informelle de la pratique ; c'est « la doctrine selon laquelle le devoir des gens est de promouvoir le bien-être humain ».
L'humanitarisme repose sur l'idée que tous les êtres humains méritent respect et dignité et doivent être traités comme tels. Par conséquent, les humanitaires travaillent à faire progresser le bien-être de l'humanité dans son ensemble. C'est l'antithèse de la mentalité du « nous contre eux » qui caractérise le tribalisme et le nationalisme ethnique. Les humanitaires abhorrent l'esclavage, la violation des droits fondamentaux et humains ainsi que la discrimination fondée sur des caractéristiques telles que la couleur de la peau, la religion, l'ascendance ou le lieu de naissance. L'humanitarisme pousse les gens à sauver des vies, à soulager la souffrance et à promouvoir la dignité humaine lors de catastrophes naturelles ou provoquées par l'homme. L'humanitarisme est adopté par des mouvements et des personnes de tout l'éventail politique. L'idéologie informelle peut être résumée par une citation d'Albert Schweitzer : « L'humanitarisme consiste à ne jamais sacrifier un être humain à un but. »

## Une doctrine universelle

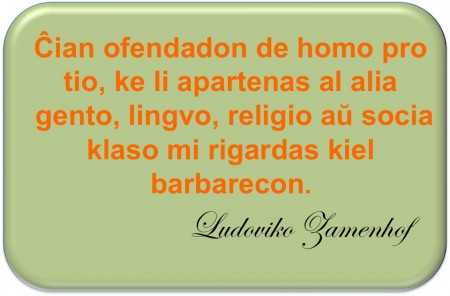
« Toute insulte ou oppression d'un homme parce qu'il appartient à une autre race, une autre langue ou une autre classe sociale que moi, je la considère comme barbare. » Louis-Lazare Zamenhof sur Homaranisme.

Jean Pictet, dans son commentaire sur Les Principes fondamentaux de la Croix-Rouge, défend les caractéristiques universelles de l'humanitarisme :

« La source du principe d'humanité est dans la morale sociale, qui peut se résumer en une seule phrase: faite aux autres ce que vous voudriez qu'on vous fasse. Ce précepte fondamental se retrouve, sous une forme presque identique, dans toutes les grandes religions, soit le brahmanisme, le bouddhisme, le christianisme, le confucianisme, l'islamisme, le judaïsme, le taoïsme. Et c'est aussi la règle d'or des positivistes, qui ne tablent pas sur la religion, mais sur les données de l'expérience, au nom de la seule raison. En effet, il n'est pas nécessaire de faire appel à des notions affectives ou transcendantes pour reconnaître l'avantage qu'ont les hommes à améliorer réciproquement leur sort. »

— Jean Pictet, Les principes fondamentaux de la Croix-Rouge. Commentaire

## Exemples historiques et périodisation
L'humanitarisme est apparu publiquement dans les réformes sociales de la fin des années 1800 et du début des années 1900, à la suite des bouleversements économiques de la révolution industrielle en Angleterre. Beaucoup de femmes en Grande-Bretagne qui se sont engagées dans le féminisme au cours des années 1900 ont également poussé l'humanitarisme. Les horaires et les conditions de travail atroces des enfants et des ouvriers non qualifiés ont été rendus illégaux grâce à la pression exercée par des humanitaires sur le Parlement. Le Factory Act de 1833 et le Factory Act de 1844 comptent parmi les plus importantes lois humanitaires adoptés par le Parlement après la révolution industrielle.
Au milieu du XIXe siècle, l'humanitarisme est au cœur de l'action de Florence Nightingale et d'Henry Dunant en matière d'intervention d'urgence et conduit dans ce dernier cas à la fondation de la Croix-Rouge.
La Ligue humanitaire (1891-1919) était un groupe de pression anglais, formé par Henry S. Salt, qui cherchait à faire avancer la cause humanitaire.
Il existe plusieurs suggestions de périodes distinctes d'humanitarisme, s'appuyant sur des facteurs géopolitiques ou socio-économiques qui déterminent l'action humanitaire. La première approche est illustrée par la proposition de Michael Barnett de distinguer des périodes d'« humanitarisme impérial » (jusqu'en 1945), de « néo-humanitarisme » (1945-1989) et d'« humanitarisme libéral ». Norbert Götz, Georgina Brewis et Steffen Werther, partisans de l'approche socio-économique et culturelle, soutiennent qu'il y a eu des périodes d'« humanitarisme ad hoc » (jusqu'à 1900 environ), d'« humanitarisme organisé » (vers 1900–1970) et d'« humanitarisme expressif » (depuis 1970). Ils suggèrent que nous pourrions actuellement entrer dans « un nouveau type d'humanitarisme défensif ayant ses racines dans l'ère expressive, avec des interfaces automatisées et avec des "cloisons" épaisses entre les donateurs et les bénéficiaires ».

## Réponse d'urgence
Aujourd'hui, l'humanitarisme est particulièrement utilisé pour décrire la pensée et les doctrines qui sous-tendent la réponse d'urgence aux crises humanitaires. Dans de tels cas, il plaide pour une réponse humanitaire basée sur les principes humanitaires, en particulier le principe d'humanité. Nicholas de Torrente, ancien directeur exécutif de Médecins Sans Frontières USA écrit : 

« Les principes les plus importants de l'action humanitaire sont l'humanité, la neutralité, l'indépendance et l'impartialité, qui postulent la conviction que toutes les personnes ont une égale dignité du faite de leur qualité d'être humain, en fonction uniquement des besoins, sans discrimination entre les bénéficiaires. Les organisations humanitaires doivent s'abstenir de prendre part aux hostilités ou d'entreprendre des actions qui avantagent une partie du conflit par rapport à une autre. L'action humanitaire fondée sur ces principes sert les bénéficiaires plutôt que les intérêts d'agendas politiques, religieux ou d'autres natures.
Ces principes fondamentaux ont deux objectifs essentiels. Ils incarnent le but unique de l'action humanitaire, qui est d'alléger les souffrances, sans condition et sans arrière-pensée. Ils servent également de référence pour développer des outils opérationnels qui aident à obtenir le consentement des communautés pour la présence et les activités des organisations humanitaires, en particulier dans des contextes très instables. »

## L'humanitarisme numérique
Patrick Meier a commencé à utiliser le terme « humanitarisme numérique » après le crowdmapping pour le tremblement de terre de 2010 en Haïti,,. En 2011, Paul Conneally a donné une conférence TED sur l'humanitarisme numérique dans laquelle il affirme que « les origines de l'humanitarisme sont fermement ancrées dans l'ère analogique » avec « un changement majeur à venir »,. En 2015, il est l'auteur du livre Digital Humanitarians: How Big Data Is Changing the Face of Humanitarian Response.
Vincent Fevrier note que « les réseaux sociaux peuvent profiter au secteur humanitaire […] en fournissant des informations permettant aux organisations d'avoir une meilleure connaissance de la situation pour une planification stratégique et logistique large » et que « la cartographie de crise a réellement émergé en 2010 lors du tremblement de terre en Haïti », « des logiciels et des plateformes humanitaires numériques telles que Standby Task Force, OpenStreetMap, et bien d'autres » ayant été actifs lors de nombreuses catastrophes depuis lors.
En fait, le rôle des médias sociaux dans les efforts humanitaires numériques est considérable. Dix jours après le tremblement de terre de 2010, l'événement téléthon « Hope for Haiti Now » a été lancé aux États-Unis, s'emparant efficacement de la médiasphère et atteignant des centaines de millions de foyers et de téléspectateurs. Il s'agissait de faire appel à l'empathie du public pour les survivants de la catastrophe, en permettant aux citoyens ordinaires de contribuer à un effort de secours collectif en versant des dons en argent aux ONG fournissant une aide humanitaire aux survivants du tremblement de terre,. Le téléthon a attiré le soutien de nombreuses célébrités par le biais de performances musicales et d'appels à l'empathie, utilisant les réseaux sociaux numériques pour diffuser son appel à la responsabilité morale des téléspectateurs-consommateurs qui peuvent renforcer leur identification à l'identité nationale du « sauveur » américain en participant à ce projet humanitaire.
Au cours de l'été 2010, lorsque des incendies à ciel ouvert ont fait rage en Russie, provoquant la mort de nombreuses personnes par inhalation de smog, l'utilisation des médias sociaux a permis aux humanitaires numériques de cartographier les zones ayant besoin d'aide. En effet, les Russes qui espéraient être évacués publiaient des messages en ligne sur les conditions dans lesquelles ils se trouvaient, ce qui a incité des milliers de blogueurs russes à coordonner les secours en ligne. Les efforts humanitaires numériques en Russie ont été essentiels pour répondre aux incendies de 2010, car le gouvernement russe n'était absolument pas du tout préparé à faire face à une catastrophe d'une telle ampleur.
Au sein de l'humanitarisme numérique, les mégadonnées (Big Data) ont été fortement mises en avant dans les efforts visant à améliorer le travail humanitaire numérique et à produire une compréhension partielle de la manière dont une crise se déroule. Il a été avancé que le Big Data est constitutif d'une relation sociale dans laquelle les humanitaires numériques revendiquent à la fois le secteur humanitaire formel et les victimes de crises qui ont besoin des services et de la main-d'œuvre qui peuvent être fournis par les humanitaires numériques.
Plus tôt en 2005, une question a été soulevée quant à savoir si Wikipédia peut être considéré comme de l'humanitarisme numérique,.